# Wet za dwa wety
Wet za dwa wety – odmiana strategii wet za wet, stosowanej w iterowanym dylemacie więźnia:
- zacznij od ruchu przyjaznego,
- jeśli drugi uczestnik gry wystąpi z ruchem przyjaznym, kopiuj jego i swój ruch dalej,
- jeśli drugi uczestnik gry wystąpi z ruchem nieprzyjaznym, ponów ruch przyjazny i reaguj ruchem nieprzyjaznym dopiero na ponowienie ruchu nieprzyjaznego.

Strategia ta posiada podobne cechy jak strategia wet za wet, lecz w przeciwieństwie do niej pozwala nie wdać się w konflikt po jednorazowym (np. przypadkowym) zastosowaniu strategii nieprzyjaznej przez drugiego uczestnika gry. Skłonność do wybaczania jest więc większa, lecz strategia traci na swojej przejrzystości. 